# Injanatherium
Injanatherium — викопний рід жирафів з міоцену Іраку, Саудівської Аравії та Пакистану. Види Injanatherium мали принаймні дві пари довгих крилоподібних осиконів, які виходили латерально над орбітами.